# The Ocean Race
The Ocean Race (precedentemente Whitbread Round the World Race e Volvo Ocean Race per ragioni di sponsorizzazione) è una gara di vela intorno al mondo, che si tiene ogni tre anni.. Al momento i Paesi Bassi detengono il record di vittorie assolute con tre successi. L'olandese Conny van Rietschoten è l'unico ad aver vinto la gara per due volte.
La regata parte in genere dall'Europa nel mese di ottobre, e nelle ultime edizioni ha avuto 9 o 10 tappe, con varie in-port race in molte delle città scalo.
Ognuno dei partecipanti ha una squadra velica composta da 9 membri d'equipaggio professionale che possono gareggiare giorno e notte per più di 20 giorni alla volta in alcune tappe. Ciascuno di essi assume diversi compiti a bordo della barca, e in cima a questi ruoli ci sono due marinai con formazione medica, un velaio, un ingegnere e un apposito membro dell'equipaggio dedito alle comunicazioni.

## Storia

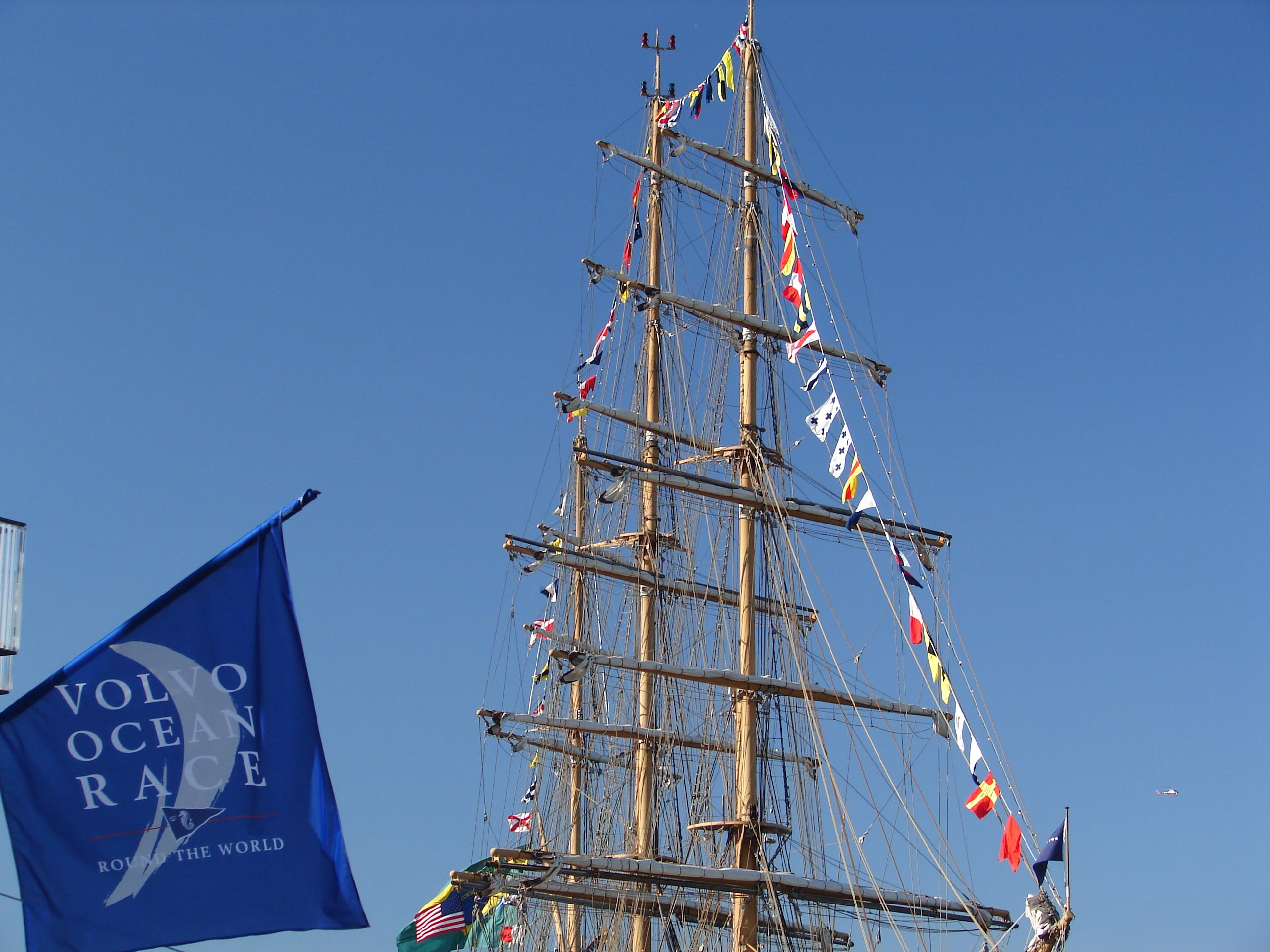
Bandiera della Volvo Ocean Race nel porto di Inner Harbor a Baltimora, Stati Uniti

Nel 1972 la società inglese Whitbread e la British Royal Naval Sailing Association accettarono di sponsorizzare una regata attorno al mondo, col nome di 'Whitbread Round the World Yacht Race'.
Ben 17 imbarcazioni e 167 membri d'equipaggio iniziarono la prima gara di 27.500 miglia (50900 km), che ha avuto inizio da Portsmouth nel Regno Unito, l'8 settembre 1973. Circa 3000 barche fecero da spettatrici per testimoniare l'inizio storico.
Dal 2001 la proprietà della gara è stata rilevata da Volvo e Volvo Cars e la gara è stata ribattezzata la 'Volvo Ocean Race'. Sono stati aggiunti porti di scalo in Germania, Francia e Svezia essendo per Volvo i tre mercati principali di auto in Europa. L'edizione 2022-2023, pur mantenendo Volvo come sponsor principale, ha cambiato il nome in "The Ocean Race".
Solo due persone hanno vinto 3 volte la Volvo, in qualità di equipaggio, e sono Brad Jackson e Mark Christensen.
Le peggiori condizioni atmosferiche sono di solito incontrate nell'Oceano Antartico dove le onde a volte superano i 100 piedi (30 m) e il vento può raggiungere i 60 nodi (110 km / h).
L'edizione 2008-2009 della gara è partita da Alicante, in Spagna, l'11 ottobre 2008. Il percorso per la gara 2008-2009 è stato modificato rispetto agli anni precedenti per includere per la prima volta scali in India ed in Asia. Il percorso 2008-09 ha coperto quasi 39.000 miglia nautiche (72.000 km), ha richiesto più di nove mesi per essere completato, e ha raggiunto un pubblico complessivo in TV di 2 miliardi di persone in tutto il mondo.
Durante i nove mesi della Volvo Ocean Race 2011-12 partita da Alicante, in Spagna, nel mese di ottobre 2011 e conclusasi a Galway, in Irlanda, nel luglio 2012, le squadre hanno regatato le oltre 39.000 miglia nei più pericolosi mari del mondo, toccando Città del Capo, Abu Dhabi, Sanya, Auckland, passando da Capo Horn a Itajaí, Miami, Lisbona e Lorient.
L'edizione 2022-2023, vede per la prima volta l'arrivo finale in Italia nella città di Genova.

## Percorso
| Edizione | Classe                      | Tappe | Regate In-port | Partecipanti | Partenza    | Arrivo          | Yacht vincitore         | Skipper vincitore     |
| -------- | --------------------------- | ----- | -------------- | ------------ | ----------- | --------------- | ----------------------- | --------------------- |
| 1973-74  |                             | 4     | 0              | 17           | Portsmouth  | Portsmouth      | Sayula II               | Ramón Carlin          |
| 1977-78  |                             | 4     | 0              | 15           | Southampton | Southampton     | Flyer                   | Conny van Rietschoten |
| 1981-82  |                             | 4     | 0              | 29           | Southampton | Portsmouth      | Flyer II                | Conny van Rietschoten |
| 1985-86  |                             | 4     | 0              | 15           | Southampton | Portsmouth      | L'Esprit d'Equipe       | Lionel Péan           |
| 1989-90  |                             | 6     | 0              | 23           | Southampton | Southampton     | Steinlager 2            | Peter Blake           |
| 1993-94  | Whitbread 60                | 6     | 0              | 14           | Southampton | Southampton     | NZ Endeavour            | Grant Dalton          |
| 1997-98  | Whitbread 60                | 9     | 0              | 10           | Southampton | Southampton     | EF Language             | Paul Cayard           |
| 2001-02  | Whitbread 60                | 10    | 0              | 8            | Southampton | Kiel            | Illbruck Challenge      | John Kostecki         |
| 2005-06  | Volvo Open 70               | 9     | 7              | 7            | Vigo        | Göteborg        | ABN Amro I              | Mike Sanderson        |
| 2008-09  | Volvo Open 70               | 10    | 7              | 8            | Alicante    | San Pietroburgo | Ericsson 4              | Torben Grael          |
| 2011-12  | Volvo Open 70               | 9     | 10             | 6            | Alicante    | Galway          | Groupama 4              | Franck Cammas         |
| 2014-15  | Volvo One Design 65         | 9     | 10             | 7            | Alicante    | Göteborg        | Abu Dhabi Ocean Racing  | Ian Walker            |
| 2017-18  | The new Volvo Ocean Race 65 | 11    | 11             | 7            | Alicante    | l'Aia           | Dongfeng Race Team      | Charles Caudrelier    |
| 2023     | IMOCA 60                    | 7     | 6              | 5            | Alicante    | Genova          | 11th Hour Racing Team   | Charlie Enright       |
| 2023     | Volvo Ocean 65              | 3     | 3              | 6            | Alicante    | Genova          | WindWhisper Racing Team | Daryl Wislang         |

## Filmografia
A Voyage of Discovery: The Ocean Race, documentario, WBD, 2023.